# زهير الكرمي
زهير الكرمي (أبو محمود؛ 7 ديسمبر 1921 – 29 نوفمبر 2009)، عالم وباحث وكاتب وإعلامي فلسطيني من مدينة طولكرم الفلسطينية من مواليد دمشق أبان الاستعمار الفرنسي ، يعد من أبرز مقدمي البرامج العلمية في محطات التلفزة العربية، فقد اشتهر بتقديمه لبرنامجه العلمي الشهير «العلم والحياة» والذي بث في الوطن العربي منذ عام 1962 وحتى عام 1984، وهو مؤسس المتحف العلمي الكويتي، ومؤسس جامعة القدس، وأول رئيس لها.

## نشأته وتحصيله العلمي
زهير محمود سعيد علي منصور الكرمي وهو من مدينة طولكرم الفلسطينية، وقد وُلِد بتاريخ 7 ديسمبر 1921 في دمشق حينما كان والده الأديب محمود الكرمي يعمل هناك مديرًا لمدرسة الملك الظاهر.
تلقى زهير الكرمي تعليمه الابتدائي والإعدادي والثانوي في مدارس فلسطين، وفي عام 1936 التحق بالكلية العربية في القدس، وحصل على الثانوية العامة عام 1937.
التحق بالجامعة الأمريكية في بيروت حيث حصل منها على درجة البكالوريوس في العلوم عام 1941، وقد كان في البداية ملتحقًا بكلية الطب في الجامعة، إلا أن اغتيال والده محمود الكرمي في بيروت بتاريخ 24 ديسمبر 1939 دفعه لترك الطب ودراسة العلوم؛ حتى يتسنى له إنهاء دراسته الجامعية في وقت مبكر لإعالة إخوته.
في عام 1945 توجه إلى القاهرة لدراسة المصطلحات العلمية العربية، ثم منها توجه إلى لندن حيث حصل على درجة الماجستير في علم الأحياء من الكلية الإمبراطورية بلندن عام 1948.

## حياته العملية
في بداية حياته؛ عمل زهير الكرمي معلمًا للعلوم في المدرسة الفاضلية بمدينته طولكرم وذلك منذ عام 1941 وحتى عام 1945، ثم أصبح رئيسًا لقسم الامتحانات العامة في وزارة المعارف بالقدس، وبعد عودته عام 1948 من لندن إلى مدينة طولكرم، قام بالمشاركة في تأسيس مستشفى الجهاد بالمدينة برفقة مجموعة من السيدات، كما عمل مدرسًا للغة الإنجليزية في معهد خضوري بالمدينة.
في عام 1951 كلفته معارف الكويت بالعمل لديها معلمًا في مدارسها، وأصبح بعد ذلك مفتشًا للعلوم هناك في الكويت، ثم رئيسًا لمفتشي العلوم في وزارة التربية والتعليم الكويتية حيث أشرف على مناهج العلوم أكثر من مرة.
استقال من عمله في التربية ليتولى منصب المدير العام لشركة أكسجين الكويت ومؤسسة الغازات الصناعية الكويتية. ساهم في الإذاعة والتلفزة في الكويت بتقديم البرامج العلمية، كما أسس المتحف العلمي الكويتي بتاريخ 6 فبراير 1972، واعتبر أحد خبراء اليونسكو لهذا المتحف.

## حياته الشخصية
زهير الكرمي وهو من عائلة «الكرمي» المعروفة بمدينة طولكرم؛ والده هو الأديب محمود الكرمي، وأعمامه هم: الشاعر عبد الكريم الكرمي (أبو سلمى)، والسياسي عبد الغني الكرمي، والأديب أحمد شاكر الكرمي، والعالم اللغوي حسن الكرمي. وجده هو العالم الوزير سعيد الكرمي. أما والد جده فهو الشيخ الفقيه علي بن منصور الكرمي.
زهير الكرمي متزوج، ولديه أربعة أبناء وثلاثة بنات. أبناؤه الأربعة هم: الدكتور فواز الكرمي، والدكتور محمود الكرمي، والدكتور معتز الكرمي، والدكتور علي الكرمي.

شجرة عائلة الكرمي ويظهر زهير ضمنها.

## تأسيسه جامعة القدس
أسس زهير الكرمي عام 1957 المعهد العربي في أبو ديس بجوار القدس بتمويل كويتي، وقد وضع حجره الأساس كل من الأمير الكويتي جابر الصباح والملك الأردني الحسين بن طلال. وعقب عودته من الكويت إلى فلسطين، قام الكرمي عام 1979 بتأسيس «كلية العلوم والتكنولوجيا» بجانب المعهد العربي، وقد تولى إدارة الكلية.
وفي عام 1984 أسس زهير الكرمي جامعة القدس؛ وذلك بعد أن قام بتحويل كلية العلوم والتكنولوجيا إلى جامعة مع دمج كليات إضافية ضمنها. وقد تولى رئاسة الجامعة، وأسهم في تطويرها.

## أبرز مؤلفاته
له مؤلفات علمية مهمة، من أبرزها:
- «علم الحياة»، ثلاثة أجزاء.
- «العلوم العامة»، تسعة أجزاء.
- «الكويت والماء في القرن الحادي والعشرين».
- «الكويت والصناعة في القرن الحادي والعشرين».
- «الأطلس العلمي: عالم النبات»، 1977.
- «معالم صورة العالم في القرن الحادي والعشرين»، 1977.
- «العلم ومشكلات الإنسان المعاصر»، سلسلة عالم المعرفة، 1978.[20]
- «الأطلس العلمي: عالم الحيوان»، 1983.
- «الأطلس العلمي: فيزيولوجيا الإنسان».[21]
- «مرجع اليونسكو في تعليم الجغرافيا»، 1985.
- «الأطلس العلمي: فيزيولوجيا الإنسان»، الجزء الثاني، 1991.
- «عود على بدء: قصة طويلة»، 1993.[22]
- «الطبيعة الإنسانية»، المؤسسة العربية للدراسات والنشر، بيروت، 1995.
- «موسوعة الأطلس العلمية»، 1999.
- راجع الترجمة لكتاب «الكون والثقوب السوداء» لرؤوف وصفي، سلسلة عالم المعرفة، 1979.[23]
- راجع الترجمة لكتاب «ارتقاء الإنسان» لجاكوب برونوفسكي، سلسلة عالم المعرفة، 1981.[24]
- ترجم كتاب «بنو الإنسان» لبيتر فارب، 1983.[25]

كتاب "العلم ومشكلات الإنسان المعاصر"
كتاب "الكون والثقوب السوداء"
كتاب "ارتقاء الإنسان"
كتاب "بنو الإنسان"

## أوسمة وجوائز
- في 3 سبتمبر 1967، منح الملك الأردني الحسين بن طلال زهير الكرمي وسام الاستقلال الأردني وذلك تقديرًا لجهوده.[26][27]

- في 23 يناير 2003، حاز زهير الكرمي على «جائزة فيلادلفيا لأحسن كتاب لعام 2002»، وذلك خلال حفل جرى تنظيمه خصيصًا لذلك في المركز الثقافي الملكي في العاصمة الأردنية عمان بحضور عدد من الوزراء والشخصيات.[28]

## وفاته وتأبينه
توفي زهير الكرمي في العاصمة الأردنية عمان بتاريخ 29 نوفمبر 2009 عن عمر ناهز 87 عامًا.
في 7 ديسمبر 2009، أبّنت وزارة التربية والتعليم الكويتية الراحل زهير الكرمي. وفي 16 يناير 2010، احتفى اتحاد الكتاب والأدباء الأردنيين بالراحل زهير الكرمي بإقامة حفل تأبيني له في العاصمة عمان بذكرى مرور أربعين يومًا على رحيله.

## تكريمه
- أطلقت جامعة القدس اسم زهير الكرمي على إحدى القاعات الكبيرة بالجامعة.[29]

- في 24 يوليو 2011، أطلقت وزارة الشباب والرياضة الفلسطينية «جائزة زهير الكرمي للإبداع العلمي» وذلك تكريمًا لزهير الكرمي وإسهاماته العلمية.[30][31]

## قالوا عنه
- الأديب «سليمان الأزرعي» قائلًا: «الراحل زهير الكرمي أحد أبرز أعلام الفكر والثقافة العربية المعاصرة، وهو رجل موسوعي في ثقافته ومتعدد الاهتمامات، ورحيله ترك فراغًا في الحياة الثقافية العربية».[13]
- الأديب «نايف النوايسة» قائلًا: «نبكي عليه كلما أحسسنا بالفراغ الثقافي من حولنا، هذا المثقف الذي جاوز بثقافته كل الحدود وكل المواقع ليكون حائطًا ثقافيًا عربيًا يحبه الأجنبي قبل العربي».[13]
- وزيرة التربية والتعليم الكويتية «موضي الحمود» قائلة: «لا يزال الكثير من طلابه يذكرون بكل تقدير واعتزاز تميز شخصيته ودماثة خلقه وإخلاصه وتفانيه في عمله حيث كان نموذجًا رائعًا ومثالًا ناجحًا للتربوي صاحب الرسالة النبيلة».[5]
- الكاتب «معن البياري» قائلًا: «إنها صورة الرجل على شاشة التلفزيون في تقديمه برنامجًا بديعًا اسمه «العلم والحياة»، ينتسب إلى زمن البهجة بالتلفزيون في منازلنا. كان يوفر لمشاهديه معرفةً واسعة بالحياة في خبايا المحيطات والبحار وقيعانها، بالطيور في فضاءات وسماوات الدنيا، بالحيوانات في الغابات والسهول والصحارى. كانت متعة شائقة أن نستمع إلى زهير الكرمي، وهو يشرح عن ذلك كله وغيره بنبرة الجليس والصديق، وفي صوته هدوء ولطف، فنتعلم ونبتهج، ثم ننتظر إطلالته في الأسبوع المقبل.. برنامج زهير الكرمي محترمًا في ذاكرة ملايين العرب».[32]

- رئيس اتحاد الكتاب والأدباء الأردنيين «صادق جودة» قائلًا: «كان الراحل زهير الكرمي عالمًا وأديبًا وفيلسوفًا وتربويًا ومترجمًا».[4]
- الباحث «محمد سعيد حمدان» قائلًا: «كان الراحل زهير الكرمي مفكرًا موسوعيًا وعالمًا بارزًا من أعلام الفكر الفلسطيني والعربي، ومدرسة فكرية رائدة، وصاحب خلق رفيع وأدب جم، وسيبقى معنا وبيننا ما حيينا بنتاجه الفكري والعلمي».[4]
- الكاتب الصحفي «عبد الله القاق» قائلًا: «الراحل الكبير زهير الكرمي أحد العلماء وأساطين العلم والثقافة الذين تركوا بصمات شاهدة على الجهود الضخمة التي تتردد على الألسنة وتحكي نماذج تحتذى وقدرات عز نظيرها وثروات علمية قل أن يجود الزمان بمثلها».[4]
- التربوي «عدنان لطفي عثمان» قائلًا: «تعرفت على المغفور له أبي محمود في أواسط الخمسينات خلال إجازته السنوية التي كان يقضيها في طولكرم بين أهله ومحبيه، وقد تعرفت على كثير من الصفات الطيبة التي يتحلى بها، كان يتميز بفكر ناقد، وتفكير عميق، والرأي المنير الذي يبعث على التفكير، ويتمتع بشخصية مرموقة، متوقدة الذهن، تلمس فيها القيم العربية الأصيلة».[4]
- الشاعر «عبد الله عبد الرازق» قائلًا:[4]

## روابط خارجية
- زهير الكرمي على موقع أرشيف الشارخ
- زهير الكرمي على موقع المكتبة المفتوحة (الإنجليزية)
- فيديو: زهير الكرمي في إحدى حلقات برنامجه "العلم والحياة" على يوتيوب